# Герасимова, Светлана Ивановна
Светла́на Ива́новна Гера́симова (род. 2 февраля 1951, Ташкент, СССР) — Директор средней общеобразовательной школы № 50 Ташкента, Отличник народного образования республики Узбекистан, Народный учитель Узбекистана (2000), председатель Русского культурного центра Республики Узбекистан (2003 — 2009), сенатор (2005 — 2010).

## Биография
Светлана Герасимова родилась в Ташкенте 2 февраля 1951 года. Окончила факультет филологии Ташкентского государственного университета, специальность — русская литература. Работала учителем русской словесности, преподавала русский язык и литературу в школах Мирзо-Улугбекского района Ташкента.

### Педагогическая деятельность
Светлана Герасимова работала заведующей учебной частью, а с 1988 года - директором средней школы №50. Является автором «Концепции эстетического воспитания», основанной на идее свободного творчества учащихся. С 2003 года возглавляла гуманитарную и просветительскую организацию Русский культурный центр Республики Узбекистан. Центр последовательно развивает программу изучения русской культуры в Узбекистане, совместно с государственными и международными общественными организациями проводит фестивали, концерты, вечера, посвященные выдающимся деятелям русской культуры, семинары и конференции, оказывает социальную поддержку, сохранение и развитие русского языка, культуры, духовности, изучение истории России.

### Политическая деятельность
В 2005 году городской Кенгаш народных депутатов избрал Светлану Ивановну Герасимову сенатором Олий Мажлиса Узбекистана, она являлась членом Комитета Сената по внешнеполитическим вопросам.

## Награды и звания
- Медаль Пушкина (28 февраля 2008 года, Россия) — за большой вклад в распространение, изучение русского языка и сохранение культурного наследия, сближение и взаимообогащение культур наций и народностей[3].
- Народный учитель Узбекистана (29 сентября 2000 года) — за особые заслуги в развитии системы народного образования, реализации Национальной программы  по подготовке кадров, в обучении и воспитании молодёжи на уровне современных требований, формировании высоконравственных идеалов в сознании молодого поколения, воспитании его в духе патриотизма и преданности идеям независимости, за весомый вклад в дело повышения научного и интеллектуального потенциала нашего народа, следующим учителям и наставникам, самоотверженным трудом заслужившим народное признание[4].
- Благодарность Мэра Москвы (19 октября 2007 года) — за большой вклад в развитие связей с исторической Родиной, пропаганду российских культурных и духовных ценностей[5].